# Kasbach (Rhein)
Der Kasbach ist ein Bach im Landkreis Neuwied in Rheinland-Pfalz, der nach fast 9 km langem Lauf in westliche bis südliche Richtungen bei Kasbach-Ohlenberg von rechts in den Mittelrhein mündet.

## Name
Der Name ist ein Kompositum mit dem Grundwort -bach und vermutlich dem germanischen Wortstamm *kat- mit der Bedeutung 'gewinkelte Bachkrümmung'.

## Geographie

### Verlauf
Der Ursprung des Kasbachs ist ein Waldteich auf etwa 345 m ü. NN knapp 160 m südwestlich der Ortslage des Vettelschoßer Ortsteils Kalenborn nahe dem Ortsteil Kretzhaus der Stadt Linz am Rhein, der auf der Stadtgrenze zur Ortsgemeinde Erpel im Norden liegt. Aus diesem fließt der Bach durch den Wald zunächst westwärts ab, bald in seinem Tal begleitet von der L 252. Zwischen den beiden folgenden rechten Zuflüssen Erpelbach und Detzelbach wenden sich Tal und Straße nach links auf fast südliche Richtung, woraufhin die Straße den rechten Hang ersteigt und sich vom Waldtal abkehrt.
Dieses knickt nach dem Zulauf des kurzen Erlbachs von Osten auf westlichen Verlauf, nunmehr liegt Kasbach-Ohlenberger Gemeindegebiet am linken Ufer. Aber schon nach weniger als einem Kilometer in dieser Richtung kehren sich Bach und Tal wieder nach links und ziehen nun in Schlingen insgesamt etwa südwärts, erst vorbei an der Brauerei Sankt Severinsberg am rechten Hang, nach der der Bach bald an der Gemeindegrenze ins nördliche Kasbach eintritt, das sich längs des Untertals zieht. Dort tritt aus einem kleineren Nebental die K 21 ins Tal und noch bevor mit dem Ockenfelser Bach ein letzter größerer Bach aus etwa östlicher Richtung mündet, geht der Kasbach etwa unter ihr in eine Verdolung. In dieser unterquert er an der Einmündung der Kreisstraße in die in der rechten Rheinaue laufende B 42 die letztere und mündet dann nach nurmehr sehr kurzem offenem Lauf von rechts und auf etwa 49 m ü. NN in den Mittelrhein. 
Im Tal verläuft die touristisch genutzte Kasbachtalbahn von Linz am Rhein hinauf nach Kalenborn, eine der steilsten Bahnstrecken in Deutschland.

### Einzugsgebiet
Das Einzugsgebiet des Kasbachs ist 10,2 km² groß, seine höheren, nordöstlichen Anteile liegen naturräumlich gesehen im Unterraum Rheinwesterwälder Vulkanrücken des Niederwesterwaldes, die mündungsnahen südwestlichen im Unterraum Linzer Terrasse des Unteren Mittelrheingebietes. Seine größte Höhe erreicht es an der nördlichen Wasserscheide mit 430 m ü. NN auf dem Asberg; kaum niedriger ist der Meerberg gegenüber auf der linken Wasserscheide des Oberlaufs.
Anteil am Einzugsgebiet haben außer den beim Verlauf schon genannten Kommunen auch die Ortsgemeinde Rheinbreitbach, die Kleinstadt Unkel sowie die Ortsgemeinden Bruchhausen und Ockenfels.

### Zuflüsse
Vom Ursprung zur Mündung. Auswahl.
- Erpelbach, von rechts, 0,9 km und 0,9 km²
- Detzelbach, von rechts, 2,6 km und 1,3 km²
- (Bach vom Eishardt), von links, 0,8 km und 0,7 km²
- Erlbach, von links, 0,9 km und 0,9 km²
- Heidscheidbach, von links, 0,6 km und 0,4 km²
- Ohlenberger Bach, von links, 1,5 km und 1,6 km²
- Ockenfelser Bach, von links, 3,1 km und 2,1 km²